# Emballonura
Emballonura (Temminck, 1838) è un genere di pipistrelli della famiglia degli Emballonuridi.

## Etimologia
L'epiteto generico deriva dalla combinazione delle due parole greche εμβαλλο-, attraversare ed -ουρά, coda, in riferimento alla caratteristica più evidente di questi pipistrelli, nei quali la coda perfora l'uropatagio sulla sua superficie dorsale.

## Descrizione

### Dimensioni
Al genere Emballonura appartengono pipistrelli di piccole dimensioni, con lunghezza dell'avambraccio tra 30 e 53 mm, la lunghezza della coda tra 10 e 20 mm e un peso fino a 8 g.

### Caratteristiche ossee e dentarie
Il cranio delicato presenta un rostro lungo circa quanto la scatola cranica, largo, piatto e con un solco longitudinale sulla parte superiore. Il processo sopra-orbitale è sottile. La clavicola non è particolarmente estesa. La tibia non è particolarmente appiattita posteriormente.
Sono caratterizzati dalla seguente formula dentaria:

### Aspetto
Il corpo è generalmente snello. Le parti dorsali variano dal marrone brillante al marrone scuro, mentre le parti ventrali sono generalmente più chiare. Il muso non è particolarmente allungato ed è privo della profonda depressione tra gli occhi presente nelle specie affini. Sono privi delle sacche ghiandolari sulle ali, caratteristiche della famiglia. La coda, come negli altri membri della famiglia, fuoriesce dall'uropatagio circa a metà della sua lunghezza, per poi divenire libera e visibile dorsalmente.

## Distribuzione
Questo genere è diffuso nell'Asia sud-orientale e in Polinesia.

## Tassonomia
Il genere comprende 8 specie:
- alecto species group
  - Emballonura alecto
  - Emballonura beccarii
  - Emballonura monticola
- raffrayana species group
  - Emballonura dianae
  - Emballonura furax
  - Emballonura raffrayana
  - Emballonura serii
- semicaudata species group
  - Emballonura semicaudata

E. atrata e E.tiavato, in passato appartenenti a questo genere, sono state recentemente trasferite nel nuovo genere Paremballonura.